# The Pleasure of His Company
The Pleasure of His Company is een Amerikaanse filmkomedie uit 1961 onder regie van George Seaton.

## Verhaal
Jessica heeft haar vader Biddeford Poole al jaren niet meer gezien. Na zijn scheiding is hij als internationale rokkenjager de wereld rond gereisd. Op de dag van Jessica's bruiloft daagt hij plotseling weer op in San Francisco. Jessica is dolblij met de komst van haar vader, maar de rest van de familie is minder tevreden. Zij begint haar charmante en wereldwijze vader al gauw te vergelijken met haar saaie bruidegom.

## Rolverdeling
| Acteur          | Personage           |
| --------------- | ------------------- |
| Fred Astaire    | Biddeford Poole     |
| Debbie Reynolds | Jessica Poole       |
| Lilli Palmer    | Katharine Dougherty |
| Tab Hunter      | Roger Henderson     |
| Gary Merrill    | James Dougherty     |
| Charles Ruggles | Mackenzie Savage    |
| Harold Fong     | Toy                 |
| Elvia Allman    | Mevrouw Mooney      |